# عشبة القوى الإسبانية
عشبة القوى الإسبانية (الاسم العلمي:Potentilla hispanica) هي نوع من النباتات تتبع جنس عشبة القوى من الفصيلة الوردية.